# スーパーホーネット
スーパーホーネット (Super Hornet) は、日本の競走馬である。馬名は、アメリカなどで運用されている戦闘攻撃機・F/A-18E/Fの愛称である「スーパーホーネット（「ホーネット（F/A-18）」を超越したという意味）」が由来となっている。

## 経歴

### 2歳
2005年、9月11日に札幌競馬場で行われた2歳新馬戦でデビューするが、単勝9番人気で4着だった。続く2歳未勝利戦で勝利し、デビュー2戦目で初勝利を挙げる。
重賞初挑戦となったデイリー杯2歳ステークスでは、単勝4番人気で3着となる。続く自己条件のくるみ賞（500万下）では単勝1番人気の支持に応え2勝目を挙げ、朝日杯フューチュリティステークスに出走し、出走馬中最速となる上がり3ハロン34秒0を記録し、勝ったフサイチリシャールとクビ差で2着となった。

### 3歳
2006年、3月5日の弥生賞から始動し、同レースは単勝3番人気だったが5着だった。そして春のクラシックでは、初戦の皐月賞で10着、2戦目の東京優駿（日本ダービー）で15着と大敗の結果に終わり放牧に出された。
秋は富士ステークスから始動するが、ここでも14着と3戦連続2ケタ着順が続いた。11月4日に京都競馬場で行われたカシオペアステークスでは、近走の不振から6番人気だったが、レースを制し約1年ぶりの勝利を挙げた。そしてマイルチャンピオンシップに挑むが、単勝11番人気で9着という結果に終わった。レース後は怪我のため休養することになった。

### 4歳
2007年2月25日の阪急杯で復帰したが7着だった。続く大阪城ステークスを制し4勝目を挙げたが、マイラーズカップでは最下位となる15着という結果に終わった。5月6日の都大路ステークスでは、ひさびさに1番人気に支持され、5勝目を挙げたが、安田記念では11着というふたたび大敗の結果に終わり休養に入る。
秋はポートアイランドステークスから始動し、2着となったアンブロワーズに4馬身差をつけ快勝し6勝目を挙げた。これまでの戦跡から「オープン大将」と揶揄されることもあった同馬だが、10月27日のスワンステークスで重賞初勝利を挙げ、矢作芳人厩舎にとっても重賞初勝利となった。
次に出走したのは2007年11月18日に行われた第24回マイルチャンピオンシップ。レースでは馬群中段に位置取り、直線で鋭い末脚を繰り出すものの、ダイワメジャーにクビ差敗れ2着だった。次走は阪神カップに出走登録を行っていたが、熱発のため同レースを回避し、放牧に出されることになった。

### 5歳
2008年、1月22日に締め切られたアジアマイルチャレンジのシリーズ登録を行った。そして3月7日に帰厩し、初の1200メートル戦となる3月30日の高松宮記念に出走することになったが、差し届かず5着だった。
レース後の4月3日には千葉県の千代田牧場に短期放牧に出された。短期放牧明けのあと、5月17日の京王杯スプリングカップに出走し、勝利を収めた。レース後は栗東に戻らず美浦トレーニングセンターで調整され、安田記念に出走したが、直線で脚が止まり8着に敗れた。安田記念後は美浦から直接シュウジディファームへ移動し、夏は休養することになった。
2008年10月12日、第59回毎日王冠に出走、レースでは逃げを打ったウオッカを最終直線の最後の2ハロンで捉え、頭差差し切って勝利した。続く第25回マイルチャンピオンシップでは大外から猛追するもブルーメンブラットを捕らえ切れず2着に敗れた。その後香港へ遠征し、12月14日の香港マイルに出走したが、5着に終わった。

### 6歳
2009年、この年から代表馬主が田島政光に変更となった。前年末の香港遠征から4か月の休養を挟み、春マイル路線へ向けての緒戦として4月18日のマイラーズカップに出走。1番人気に支持されたレースでは、最後の直線コースに入り残り2ハロンで先頭に立つと、前年優勝のカンパニーの猛追をわずかに抑えて優勝した。そして本番の6月7日第59回安田記念では、ウオッカ、ディープスカイの両ダービー馬に次ぐ3番人気で出走。レースは道中中団やや後方でディープスカイとともに馬群を形成。直線では伸びる気配はあったものの今一歩本来の伸びを欠いてウオッカの7着に敗れた。その後、脚部不安となり秋シーズンは1走もできなかった。

### 7歳
明け7歳となった2010年は初のダート戦となる第27回フェブラリーステークスに出走。道中は中団でレースを進めたが直線で失速し最下位の15着と大敗した。その後、連覇がかかった第41回マイラーズカップに2番人気で出走、中団から徐々に進出を図るも伸び切れず9着に敗れた。第60回安田記念では、後方グループ追走で直線では大外から追い込むがショウワモダンに半馬身届かず自身4度目のGI2着に終わる。
秋はステップレースを使わず第142回天皇賞（秋）に出走するも見せ場なく11着と惨敗した。その後はマイルチャンピオンシップを目指す予定だったが、11月7日に右前浅屈腱炎のため引退すると発表された。

### 引退後
引退後はアロースタッドで種牡馬入りした。
2014年7月10日、門別競馬第2競走2歳未勝利で、ユーアレディが産駒の初勝利をあげた。代表産駒はシンザン記念、ファルコンステークス3着のシゲルノコギリザメ。
2016年9月30日、中標津町の中標津大西雅信牧場へ移動した。
2019年7月、用途変更となり種牡馬を引退した。重賞競走を勝っているにもかかわらず功労馬繋養展示事業の対象馬になっておらず、大西雅信牧場を出されてからの消息は不明となっている。2022年、直仔のハイパーホーネットが種牡馬登録されたため、父系のサイアーラインは繋がれている。

## 競走成績
| 年月日 | 年月日 | 年月日 | 競馬場 | 競走名            | 格      | 頭 数 | 枠 番 | 馬 番 | オッズ （人気） | 着順 | 騎手     | 斤量 [kg] | 距離（馬場）  | タイム （上り3F） | 時計 差 | 勝ち馬/（2着馬）                    |
| 2005   | 9.     | 11     | 札幌   | 2歳新馬           |         | 11    | 8     | 10    | 042.90（9人）   | 04着 | 岩崎祐己 | 54        | 芝1800m（良） | 1:55.4 (34.7)     | -0.3    | アキノレッドスター                  |
|        | 9.     | 24     | 札幌   | 2歳未勝利         |         | 14    | 3     | 3     | 008.40（4人）   | 01着 | 四位洋文 | 54        | 芝1500m（良） | 1:31.3 (35.9)     | -0.0    | （ディープウイング）                |
|        | 10.    | 15     | 京都   | デイリー杯2歳S    | GII     | 11    | 5     | 5     | 012.60（4人）   | 03着 | 四位洋文 | 55        | 芝1600m（稍） | 1:37.5 (34.4)     | -0.3    | マルカシェンク                      |
|        | 10.    | 30     | 東京   | くるみ賞          | 500万下 | 9     | 4     | 4     | 002.50（1人）   | 01着 | 四位洋文 | 55        | 芝1400m（良） | 1:23.0 (33.6)     | -0.1    | （アポロノサトリ）                  |
|        | 12.    | 11     | 中山   | 朝日杯FS          | GI      | 14    | 3     | 5     | 025.10（5人）   | 02着 | 内田博幸 | 55        | 芝1600m（良） | 1:33.7 (34.0)     | -0.0    | フサイチリシャール                  |
| 2006   | 3.     | 5      | 中山   | 弥生賞            | GII     | 10    | 4     | 4     | 009.70（3人）   | 05着 | 四位洋文 | 56        | 芝2000m（良） | 2:02.1 (35.6)     | -0.6    | アドマイヤムーン                    |
|        | 4.     | 16     | 中山   | 皐月賞            | GI      | 18    | 7     | 14    | 033.50（9人）   | 10着 | 四位洋文 | 57        | 芝2000m（良） | 2:01.2 (35.1)     | -1.3    | メイショウサムソン                  |
|        | 5.     | 28     | 東京   | 東京優駿          | GI      | 18    | 1     | 1     | 170.7（18人）   | 15着 | 川田将雅 | 57        | 芝2400m（稍） | 2:30.6 (37.4)     | -2.7    | メイショウサムソン                  |
|        | 10.    | 21     | 東京   | 富士S             | GIII    | 18    | 2     | 4     | 037.90（9人）   | 14着 | 吉田豊   | 54        | 芝1600m（良） | 1:34.6 (35.1)     | -1.8    | （キネティクス）                    |
|        | 11.    | 4      | 京都   | カシオペアS       | OP      | 13    | 8     | 13    | 015.40（6人）   | 01着 | 安部幸夫 | 53        | 芝1800m（良） | 1:46.8 (33.0)     | -0.2    | （ホッコーソレソレー）              |
|        | 11.    | 19     | 京都   | マイルCS          | GI      | 18    | 1     | 2     | 037.8（11人）   | 09着 | 幸英明   | 56        | 芝1600m（良） | 1:33.6 (35.5)     | -0.9    | ダイワメジャー                      |
| 2007   | 2.     | 25     | 阪神   | 阪急杯            | GIII    | 16    | 6     | 12    | 021.40（8人）   | 07着 | 安部幸夫 | 56        | 芝1400m（良） | 1:21.0 (35.2)     | -0.5    | プリサイスマシーン エイシンドーバー |
|        | 3.     | 10     | 阪神   | 大阪城S           | OP      | 12    | 1     | 1     | 006.90（4人）   | 01着 | 藤岡佑介 | 54        | 芝1800m（良） | 1:47.2 (34.2)     | -0.0    | （ホッコーソレソレー）              |
|        | 4.     | 14     | 阪神   | マイラーズC       | GII     | 15    | 7     | 12    | 026.3（10人）   | 15着 | 藤岡佑介 | 57        | 芝1600m（良） | 1:34.6 (34.1)     | -2.4    | コンゴウリキシオー                  |
|        | 5.     | 6      | 京都   | 都大路S           | OP      | 15    | 6     | 11    | 003.20（1人）   | 01着 | 藤岡佑介 | 55        | 芝1600m（重） | 1:36.4 (36.6)     | -0.2    | （マイネルハーティー）              |
|        | 6.     | 3      | 東京   | 安田記念          | GI      | 18    | 7     | 15    | 062.0（18人）   | 11着 | 藤岡佑介 | 58        | 芝1600m（良） | 1:33.1 (34.3)     | -0.8    | ダイワメジャー                      |
|        | 9.     | 30     | 阪神   | ポートアイランドS | OP      | 18    | 3     | 6     | 005.70（2人）   | 01着 | 藤岡佑介 | 56        | 芝1600m（稍） | 1:33.3 (33.8)     | -0.7    | （アンブロワーズ）                  |
|        | 10.    | 27     | 京都   | スワンS           | GII     | 18    | 6     | 12    | 005.80（3人）   | 01着 | 藤岡佑介 | 57        | 芝1400m（稍） | 1:20.7 (33.9)     | -0.0    | （フサイチリシャール）              |
|        | 11.    | 18     | 京都   | マイルCS          | GI      | 18    | 4     | 7     | 007.30（4人）   | 02着 | 藤岡佑介 | 57        | 芝1600m（良） | 1:32.7 (34.1)     | -0.0    | ダイワメジャー                      |
| 2008   | 3.     | 30     | 中京   | 高松宮記念        | GI      | 18    | 4     | 7     | 006.90（3人）   | 05着 | 藤岡佑介 | 57        | 芝1200m（良） | 1:07.4 (33.2)     | -0.3    | ファイングレイン                    |
|        | 5.     | 17     | 東京   | 京王杯SC          | GII     | 17    | 6     | 12    | 005.90（2人）   | 01着 | 藤岡佑介 | 58        | 芝1400m（良） | 1:20.8 (33.0)     | -0.3    | （キストゥヘヴン）                  |
|        | 6.     | 8      | 東京   | 安田記念          | GI      | 18    | 6     | 11    | 004.10（1人）   | 08着 | 藤岡佑介 | 58        | 芝1600m（良） | 1:33.7 (34.5)     | -1.0    | ウオッカ                            |
|        | 10.    | 12     | 東京   | 毎日王冠          | GII     | 16    | 1     | 2     | 010.70（2人）   | 01着 | 藤岡佑介 | 58        | 芝1800m（良） | 1:44.6 (33.3)     | -0.0    | （ウオッカ）                        |
|        | 11.    | 23     | 京都   | マイルCS          | GI      | 18    | 8     | 17    | 002.30（1人）   | 02着 | 藤岡佑介 | 57        | 芝1600m（良） | 1:32.7 (33.9)     | -0.1    | ブルーメンブラット                  |
|        | 12.    | 14     | 沙田   | 香港マイル        | G1      | 14    |       | 2     | （4人）         | 05着 | 藤岡佑介 | 57        | 芝1600m（良） | 1:33.3            | -0.59   | Good Ba Ba                          |
| 2009   | 4.     | 18     | 阪神   | マイラーズC       | GII     | 10    | 3     | 3     | 002.40（1人）   | 01着 | 藤岡佑介 | 58        | 芝1600m（良） | 1:33.9 (33.0)     | -0.0    | （カンパニー）                      |
|        | 6.     | 7      | 東京   | 安田記念          | GI      | 18    | 7     | 13    | 006.80（3人）   | 07着 | 藤岡佑介 | 58        | 芝1600m（良） | 1:34.2 (36.0)     | -0.3    | ウオッカ                            |
| 2010   | 2.     | 21     | 東京   | フェブラリーS     | GI      | 15    | 3     | 5     | 053.60（9人）   | 15着 | 藤岡佑介 | 57        | ダ1600m（良） | 1:41.9 (41.9)     | -7.0    | エスポワールシチー                  |
|        | 4.     | 17     | 阪神   | マイラーズC       | GII     | 18    | 7     | 13    | 004.80（2人）   | 09着 | 藤岡佑介 | 58        | 芝1600m（良） | 1:33.7 (34.7)     | -0.8    | リーチザクラウン                    |
|        | 6.     | 6      | 東京   | 安田記念          | GI      | 18    | 5     | 9     | 012.10（6人）   | 02着 | 藤岡佑介 | 58        | 芝1600m（良） | 1:31.8 (34.2)     | -0.1    | ショウワモダン                      |
|        | 10.    | 31     | 東京   | 天皇賞（秋）      | GI      | 18    | 7     | 15    | 027.60（8人）   | 11着 | 藤岡佑介 | 58        | 芝2000m（稍） | 1:59.5 (34.9)     | -1.3    | ブエナビスタ                        |

## 血統表
| スーパーホーネットの血統                             | スーパーホーネットの血統                 | スーパーホーネットの血統 | （血統表の出典）   | （血統表の出典） |
| 父系                                                 | ノーザンダンサー系                       | ノーザンダンサー系       | ノーザンダンサー系 | [ § 2 ]          |
| 父 *ロドリゴデトリアーノ Rodrigo de Triano 1989 栗毛 | 父の父El Gran Senor 1981 鹿毛            | Northern Dancer          | Nearctic           | Nearctic         |
| 父 *ロドリゴデトリアーノ Rodrigo de Triano 1989 栗毛 | 父の父El Gran Senor 1981 鹿毛            | Northern Dancer          | Natalma            |                  |
| 父 *ロドリゴデトリアーノ Rodrigo de Triano 1989 栗毛 | 父の父El Gran Senor 1981 鹿毛            | Sex Appeal               | Buckpasser         | Buckpasser       |
| 父 *ロドリゴデトリアーノ Rodrigo de Triano 1989 栗毛 | 父の父El Gran Senor 1981 鹿毛            | Sex Appeal               | Best in Show       |                  |
| 父 *ロドリゴデトリアーノ Rodrigo de Triano 1989 栗毛 | 父の母Hot Princess 1980                  | *ホットスパーク          | Habitat            | Habitat          |
| 父 *ロドリゴデトリアーノ Rodrigo de Triano 1989 栗毛 | 父の母Hot Princess 1980                  | *ホットスパーク          | Garvey Girl        |                  |
| 父 *ロドリゴデトリアーノ Rodrigo de Triano 1989 栗毛 | 父の母Hot Princess 1980                  | Aspara                   | Crimson Satan      | Crimson Satan    |
| 父 *ロドリゴデトリアーノ Rodrigo de Triano 1989 栗毛 | 父の母Hot Princess 1980                  | Aspara                   | Courtside          |                  |
| 母 ユウサンポリッシュ 1997 鹿毛                      | 母の父*エルセニョール El Senor 1984 芦毛 | Valdez                   | Exclusive Native   | Exclusive Native |
| 母 ユウサンポリッシュ 1997 鹿毛                      | 母の父*エルセニョール El Senor 1984 芦毛 | Valdez                   | Sally Stark        |                  |
| 母 ユウサンポリッシュ 1997 鹿毛                      | 母の父*エルセニョール El Senor 1984 芦毛 | Sunrise Sue              | Grey Dawn          | Grey Dawn        |
| 母 ユウサンポリッシュ 1997 鹿毛                      | 母の父*エルセニョール El Senor 1984 芦毛 | Sunrise Sue              | Sophistry          |                  |
| 母 ユウサンポリッシュ 1997 鹿毛                      | 母の母*エルゼビアー Elzevir 1984 鹿毛    | Elocutionist             | Gallant Romeo      | Gallant Romeo    |
| 母 ユウサンポリッシュ 1997 鹿毛                      | 母の母*エルゼビアー Elzevir 1984 鹿毛    | Elocutionist             | Strictly Speaking  |                  |
| 母 ユウサンポリッシュ 1997 鹿毛                      | 母の母*エルゼビアー Elzevir 1984 鹿毛    | Friendly Relations       | Nearctic           | Nearctic         |
| 母 ユウサンポリッシュ 1997 鹿毛                      | 母の母*エルゼビアー Elzevir 1984 鹿毛    | Friendly Relations       | Flaring Top        |                  |
| 母系(F-No.)                                          | 8号族(FN:8-f)                            | 8号族(FN:8-f)            | 8号族(FN:8-f)      | [ § 3 ]          |
| 5代内の近親交配                                      | Nearctic4×4=12.50%                       | Nearctic4×4=12.50%       | Nearctic4×4=12.50% | [ § 4 ]          |
| 出典                                                 | 1. 2. 3. 4.                              | 1. 2. 3. 4.              | 1. 2. 3. 4.        | 1. 2. 3. 4.      |

母・ユウサンポリッシュは現役時3戦未勝利。俳優の柳葉敏郎の所有馬だった。